# Cecilio Waterman
Cecilio Alfonso Waterman Ruiz (ur. 13 kwietnia 1991 w mieście Panama) – panamski piłkarz występujący na pozycji napastnika lub skrzydłowego, reprezentant Panamy, od 2025 roku zawodnik chilijskiego Coquimbo Unido.

## Kariera klubowa
Waterman jest wychowankiem klubu Sporting San Miguelito, do którego seniorskiej drużyny został włączony jako dziewiętnastolatek przez trenera Percivala Piggotta. W Liga Panameña de Fútbol zadebiutował po udanych występach w rezerwach Sportingu, 26 września 2010 w wygranym 5:1 meczu z Atlético Chiriquí. Premierowego gola w najwyższej klasie rozgrywkowej strzelił natomiast już w kolejnym występie, 7 listopada tego samego roku w przegranej 1:2 konfrontacji z Alianzą. Na początku 2011 roku przeszedł do urugwajskiego zespołu Centro Atlético Fénix z siedzibą w stołecznym Montevideo. W urugwajskiej Primera División zadebiutował 28 sierpnia 2011 w przegranym 0:4 spotkaniu z Danubio, zaś pierwszą bramkę zdobył 16 maja 2012 w przegranym 2:3 pojedynku z Racingiem. W broniącej się przed spadkiem drużynie Fénixu dołączył do dwóch swoich rodaków, Luisa Mejíi oraz Erica Davisa.

## Kariera reprezentacyjna
W 2011 roku Waterman został powołany do reprezentacji Panamy U-20 na Młodzieżowe Mistrzostwa Ameryki Północnej. Kilka miesięcy wcześniej, w listopadzie 2010, wziął udział w udanych kwalifikacjach do tego turnieju, zdobywając bramki w spotkaniach z Kostaryką (1:0) i Nikaraguą (1:0). We właściwych rozgrywkach rozegrał za to cztery mecze, czterokrotnie wpisując się w nich na listę strzelców – trzy razy w fazie grupowej z Surinamem (3:0) i raz w ćwierćfinale z Hondurasem (2:0). Jego kadra zajęła wówczas czwarte miejsce, dzięki czemu awansowała na Mistrzostwa Świata U-20 w Kolumbii. Tam nie zdołała jednak wyjść z grupy, a sam Waterman rozegrał tam wszystkie trzy spotkania od pierwszej do ostatniej minuty, nie zdobywając żadnej bramki. Kilka miesięcy później znalazł się w składzie reprezentacji Panamy U-23 na turniej kwalifikacyjny do Igrzysk Olimpijskich w Londynie, gdzie wystąpił w czterech meczach, strzelając gola w konfrontacji z Trynidadem i Tobago (1:1). Panamczycy nie zakwalifikowali się jednak na olimpiadę.
W seniorskiej reprezentacji Panamy Waterman zadebiutował za kadencji selekcjonera Julio Césara Dely Valdésa, 18 grudnia 2010 w przegranym 1:2 meczu towarzyskim z Hondurasem. W 2013 roku został powołany na Złoty Puchar CONCACAF.